# TNN Motorsports Hardcore TR
TNN Motorsports Hardcore TR es un videojuego de carreras todoterreno desarrollado por Eutechnyx y publicado por ASC Games para PlayStation, por XS Games para PlayStation 3, PlayStation Portable y PlayStation Vita, y por Console Classics para Windows. Fue lanzado el 2 de diciembre de 1999 para PlayStation, el 25 de marzo de 2014 para PlayStation 3, PlayStation Portable y PlayStation Vita a través de PlayStation Network, y el 10 de agosto de 2015 para Windows a través de Steam.

## Jugabilidad
Como otra incorporación al género de carreras todoterreno, TNN Motorsports HardCore TR presenta más de 30 circuitos únicos y 24 hotrods y camionetas todoterreno mejorados y personalizables según sus preferencias. Las pistas abarcan varios lugares de los Estados Unidos, desde los desiertos y senderos de tierra de Arizona y los pantanos fangosos de Florida hasta los conocidos valles vinícolas del norte de California y los profundos cañones de Nuevo México.
Unidas por un mapa que describe las ubicaciones de las carreras, las opciones de juego incluyen los modos Arcade, Campeonato, Jugador, Contrarreloj y Pista de pruebas. Después de realizar varias modificaciones en la camioneta, se puede seleccionar la Pista de prueba para ver si esos cambios afectaron positiva o negativamente al vehículo. Una vez que el manejo y la sensación de la camioneta sean de su agrado, es hora de competir.
El modo Campeonato abarca cuatro divisiones extremas comenzando en la Clase Amateur 4x4; a medida que mejore sus habilidades de conducción, pasará a las clases Hotrod Amateur, 4x4 Pro y Hotrod Pro. Mientras que las clases de aficionados (solo temporadas disponibles al inicio) tienen cinco carreras de duración, las categorías profesionales abarcan 10 pistas diferentes. Su objetivo es terminar cada división con la mayor cantidad de puntos. Los puntos se otorgan al terminar en una primera posición: el primer lugar otorga 10 puntos; el segundo da seis; y el tercero reparte cuatro. Si tiene éxito en las temporadas amateur, pasará a la temporada profesional, donde la competencia es mucho más dura.
Si prefiere no lidiar con puntos y clasificación, el modo Arcade le permite saltar inmediatamente a la acción. Se comienza en una ubicación designada y se desbloquean diferentes ubicaciones si se termina en primer lugar. Si le va bien en todas las carreras de Arcade, no solo desbloqueará las distintas pistas, sino también camiones extra disponibles para su elección. La contrarreloj le enfrenta a una acalorada competencia contra el reloj para conseguir los mejores tiempos de vuelta.
TNN Motorsports Hardcore TR también cuenta con un modo multijugador que te enfrenta a ti y a otro oponente humano en una batalla en pantalla dividida. El juego admite control analógico, función de vibración y una tarjeta de memoria para guardar datos y modificaciones del juego. También hay efectos climáticos como lluvia, nieve y niebla.